# نبيل حداد
نبيل حداد هو قسيس في كنيسة الروم الملكيين الكاثوليك وشخصية بارزة بين المسيحيين العرب في الأردن. وهو المؤسس والمدير الحالي للمركز الأردني لبحوث التعايش بين الأديان (JICRC) في عمان، الأردن.

## السيرة الشخصية
ولد نبيل حداد في بلدة قريبة من إربد، الأردن. عمل الأب نبيل حداد لسنوات على تعزيز الانسجام بين الأديان بين المسلمين والمسيحيين في الأردن وحول العالم.
عمل الأب نبيل حداد على تنفيذ الأفكار الكامنة وراء أسبوع الوئام العالمي بين الأديان، والتي اقترحها الملك عبد الله الثاني ملك الأردن في خطاب أمام الجمعية العامة للأمم المتحدة في 23 سبتمبر 2010.